# 米夏埃尔·格鲁贝尔
米夏埃尔·格鲁贝尔（德語：Michael Gruber，1979年12月5日—），奥地利男子北欧两项运动员。他曾代表奥地利参加2002年和2006年冬季奥林匹克运动会北欧两项比赛，获得一枚金牌和一枚铜牌。